# Sergio Ramírez Maulen
Sergio Ramírez Maulén (Santiago, Chile, 12 de septiembre de 1943) es un exfutbolista chileno. Jugó de mediocampista. Debutó profesionalmente el año 1964 en Colo-Colo. El año 1972 emigró a Huachipato.

## Trayectoria
Nació en el seno de una familia numerosa, quinto hijo de siete hermanos (6 hombres y una mujer), su primer club fue el Unión Departamental de la Comuna de San Miguel. Su familia siempre lo apoyó para ser futbolista, principalmente su madre, quien además le traspasó su devoción por el equipo albo.
A Colo-Colo ingresó en forma definitiva desde juvenil en 1961. Demostrando entrega y buen juego, siempre eficiente en la cancha, le tocó jugar primero de Walter Jiménez y después de Francisco Valdés, para ser titular el año 1969. 
Cumplió campañas posteriores, en Huachipato en 1972 y 1973, en Palestino en 1974 a 1976, dónde fue campeón de la Copa Chile en 1975, Deportes Linares en 1977, en Deportes Antofagasta en 1978, y finalmente jugando sus dos últimas temporadas en Talagante Ferro, dónde se retiró en 1980.

## Selección nacional
Fue internacional con la Selección de fútbol de Chile en los años 1974 y 1975. Jugó 5 partidos.

### Partidos internacionales
| Partidos internacionales | Partidos internacionales | Partidos internacionales                         | Partidos internacionales | Partidos internacionales | Partidos internacionales | Partidos internacionales | Partidos internacionales | Partidos internacionales | Partidos internacionales   |
| N.º                      | Fecha                    | Estadio                                          | Local                    | Resultado                | Visitante                | Goles                    | Asistencias              | DT                       | Competición                |
| ------------------------ | ------------------------ | ------------------------------------------------ | ------------------------ | ------------------------ | ------------------------ | ------------------------ | ------------------------ | ------------------------ | -------------------------- |
| 1                        | 6 de noviembre de 1974   | Estadio Nacional, Santiago, Chile                | Chile                    | 0-2                      | Argentina                |                          |                          | Pedro Morales            | Copa Carlos Dittborn 1974  |
| 2                        | 20 de noviembre de 1974  | Estadio José Amalfitani, Buenos Aires, Argentina | Argentina                | 1-1                      | Chile                    |                          |                          | Pedro Morales            | Copa Carlos Dittborn 1974  |
| 3                        | 22 de diciembre de 1974  | Estadio Nacional, Santiago, Chile                | Chile                    | 1-0                      | Paraguay                 |                          |                          | Pedro Morales            | Copa Acosta Ñu             |
| 4                        | 4 de junio de 1975       | Estadio Centenario, Montevideo, Uruguay          | Uruguay                  | 1-0                      | Chile                    |                          |                          | Pedro Morales            | Copa Juan Pinto Durán 1975 |
| 5                        | 25 de junio de 1975      | Estadio Santa Laura, Santiago, Chile             | Chile                    | 1-3                      | Uruguay                  |                          |                          | Pedro Morales            | Copa Juan Pinto Durán 1975 |
| Total                    | Total                    | Total                                            | Presencias               | 5                        | Goles                    | 0                        |                          |                          |                            |

| Selección chilena | Selección chilena | Selección chilena |
| Año               | Partidos          | Goles             |
| ----------------- | ----------------- | ----------------- |
| 1974              | 3                 | 0                 |
| 1975              | 2                 | 0                 |
| Total             | 5                 | 0                 |

## Clubes
| Club                 | País  | Año       |
| -------------------- | ----- | --------- |
| Colo-Colo            | Chile | 1964-1971 |
| Huachipato           | Chile | 1972-1973 |
| Palestino            | Chile | 1974-1976 |
| Deportes Linares     | Chile | 1977      |
| Deportes Antofagasta | Chile | 1978      |
| Talagante Ferro      | Chile | 1979-1980 |

## Palmarés

### Campeonatos nacionales
| Título           | Club      | País  | Año  |
| ---------------- | --------- | ----- | ---- |
| Primera División | Colo-Colo | Chile | 1969 |
| Copa Chile       | Palestino | Chile | 1975 |